# Beekse Waterloop
De Beekse Waterloop is een zijriviertje in Nederland van de Belgisch-Nederlandse beek Dommel, van 20 km lengte.
Het riviertje ontstaat op de Jekschotse Heide, tegenwoordig een landbouwontginning, ten noorden van het Vresselse Bos.
Het beekje vervolgt zijn weg in noordwestelijke richting langs de buurtschap Koevering en bereikt even verderop het natuurgebied De Geelders waar de waterloop een iets minder strakgetrokken traject gaat volgen en de grens vormt tussen de gemeenten Schijndel en Sint-Oedenrode. Dan stroomt de Beekse Waterloop ten noorden van de plaats Gemonde om ten noorden hiervan bij de Genenberg, gemeente Sint-Michielsgestel, in de Dommel uit te monden.
In 1997 werd vanaf de noordoever van het Wilhelminakanaal, op ruim 1 km ten oosten van Stad van Gerwen, een watertoevoerkanaal gegraven -eveneens Beekse Waterloop genaamd-  dat dient voor de bevloeiing van droge land- en tuinbouwgebieden en bovendien aansluit op de bovenloop van de Beekse Waterloop, die ook nog de Ollandse Waterloop in zich opneemt. Ter hoogte van De Geelders krijgt de beek weer een natuurlijk verloop.